# Giovanni Ponticelli
Giovanni Ponticelli (Napoli, circa 1829 – 1880) è stato un pittore italiano.

## Biografia

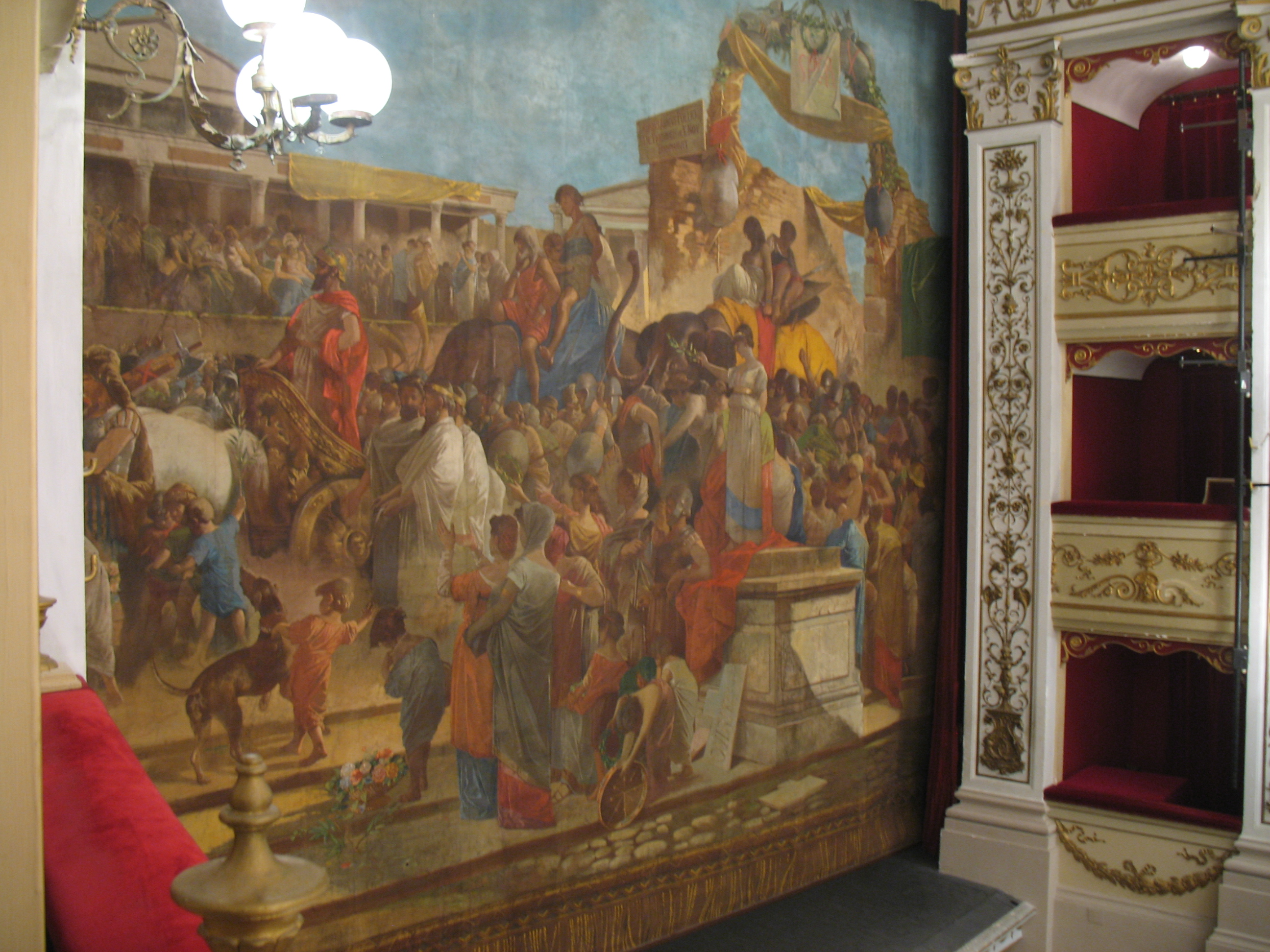
Olio su tela del sipario del Teatro Marrucino a Chieti, realizzato da Giovanni Ponticelli nel 1875.

Studiò all'Accademia di Belle Arti di Napoli, dove ebbe come insegnante Filippo Palizzi. Alla Mostra Borbonica del 1855 espose la Parabola delle dieci vergini, la Gran Madre di Dio, la Beata Vergine col Bambino e San Giuseppe e nel 1859 la Visita di Santa Elisabetta, regina d'Ungheria, ad una tuguria. Nel 1877 espose le due tele: Il vizioso e La casa del rigattiere . Nel 1872 espose a Milano Gli Andriesi combattono le truppe pontificie capitanate dal cardinale Vitelli.
Dopo il 1860 e l'unità d'Italia, i suoi dipinti assunsero un tono più patriottico, tra cui Un garibaldino ferito spiega le sue gesta a due giovani donne, esposto all'Esposizione nazionale di Firenze del 1861. Lavorò a fianco dei pittori della Scuola di Resina. Alla Promotrice di Napoli del 1862 espose Una confidenza d'amore. Tra i suoi soggetti storici e di genere ricordiamo La convalescenza del Cavaliere Baiardo (1867), Ingresso del cardinale Ruffo a Napoli nel 1799, La sparata del vino nuovo.
Ponticelli decorò il Teatro Bellini a Napoli in collaborazione con Pasquale Di Criscito, dipinse il sipario dei teatri di Corato, raffigurante la Disfida di Barletta, Salerno e del Teatro Marrucino di Chieti (1875). Quest'ultimo, dipinto con il Trionfo di Gaio Asinio Pollione, fu realizzata insieme all'allievo di Ponticelli, Ciro Punzi.